# Menhir von Mahndorf
Der Menhir von Mahndorf (auch Heringstein genannt) war vermutlich ein vorgeschichtlicher Menhir bei Mahndorf, einem Ortsteil von Halberstadt im Landkreis Harz, Sachsen-Anhalt. Er befand sich auf dem Flurstück Auf der Hundertmorgenbreite und wurde wohl schon im 19. Jahrhundert zerstört. Nähere Angaben zu Material, Form und Maßen fehlen. Vielleicht ist er identisch mit einem 1876 erwähnten, als „Speckseite“ bezeichneten Stein bei Halberstadt.
Funde aus der Umgebung des Menhirs stammen von der Rössener Kultur, der Schönfelder Kultur, aus der Vollbronzezeit und der Eisenzeit.